# بازگشت قدرت سیاسی به امپراتور

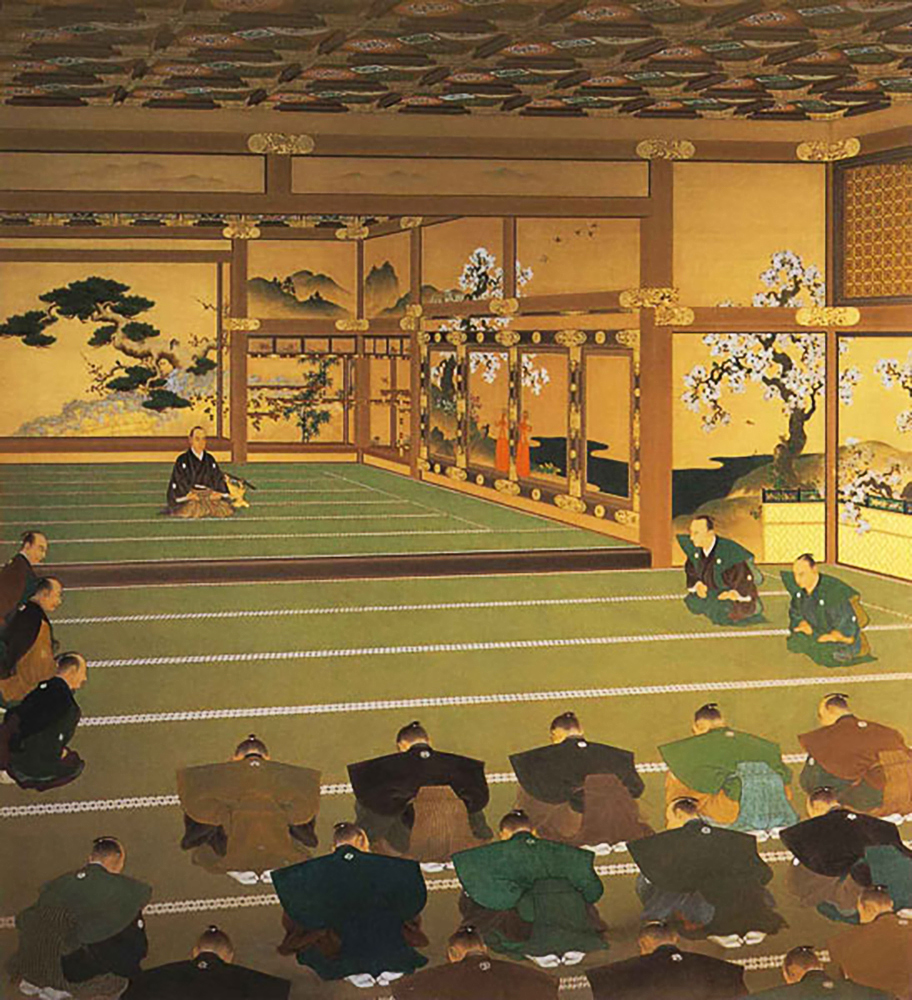

تایسی هوکان (به ژاپنی: 大政奉還)، به معنی بازگرداندن قدرت سیاسی به دربار امپراتوری، در اواخر دوره ادو در ۹ نوامبر ۱۸۶۷ به بازپس دادن قدرت از پانزدهمین شوگون از شوگون‌سالاری توکوگاوا، توکوگاوا یوشینوبو و انتقال آن به امپراتور میجی اشاره دارد.
توکوگاوا یوشینوبو قدرت را به امپراتور بازگرداند زیرا معتقد بود که حتی اگر قدرت به دربار امپراتوری بازگردانده شود، به دلیل قرن‌ها دوری از سیاست قادر به اداره ژاپن نخواهد بود و قدرت واقعی به او سپرده خواهد شد. با این حال، این نقشه زمانی که کودتای احیای حکومت امپراتوری در دو ماه بعد یعنی در تاریخ سوم ژانویه سال ۱۸۶۸ میلادی انجام گرفت و تصمیم گرفته شد که خانواده توکوگاوا در قدرت دخالت نداشته باشد، خنثی شد.

## پیشنهاد توسا
در اکتبر سال ۱۸۶۷ دایمیوی ولایت توسا راهی میانه برای مسئله سازمان سیاسی کشور ژاپن ارائه کرد که به «پیشنهاد توسا» معروف است. این پیشنهاد دایر بر کناره‌گیری شوگون به نفع شورای دایمیوها که زیر نظر امپراتور باشد، بود. بدین ترتیب قدرت سیاسی شوگون به امپراتور اعاده می‌شد اما رئیس خاندان توکوگاوا اراضی تیولی خود را نگه می‌داشت و به جای رهبری نظامی و سیاسی کشور مقام نخست‌وزیری را دارا می‌شد. یوشینوبو این پیشنهاد را در ماه نوامبر همان سال پذیرفت.
تایسی هوکان، سیاستی سطح بالا بود که فرمان مخفی امپراتوری برای سرنگونی شوگون‌سالاری را که توسط اوکوبو توشیمیچی از قلمرو ساتسوما و اایواکورا تومومی اشرافی برنامه‌ریزی شده بود، باطل و بی‌اثر کرد و حتی پس از نابودی شوگون‌سالاری، دولتی جدید با محوریت خاندان توکوگاوا ایجاد کرد.
در روز ۱۴ از ماه دهم ۱۸۶۷ تقویم قدیم (کیو ۳)، یوشینوبو قدرت را به دربار امپراتوری بازگرداند. بازگرداندن قدرت به دربار امپراتوری و نیروهای ضد شوگونی می‌توانست مشکلاتی را در اداره دولت ایجاد کند و اداره دولت از طریق ائتلافی از قلمروهای قدرتمند ضروری می‌شد. حتی اگر خاندان توکوگاوا قدرت را واگذار می‌کردند، آنها همچنان ارباب فئودال پیشرو در ژاپن بودند. بازگرداندن قدرت به امپراتور، راهبردی برای فدا کردن یک اعتبار به منظور کسب اعتباری جدید بود و به یوشینوبو اجازه می‌داد تا از طریق ائتلافی از قلمروهای قدرتمند، رهبری را به دست گیرد.